# Аманда Крю
Аманда Крю (англ. Amanda Crew, нар. 5 червня 1986, Лонглі) —  канадська акторка й кінорежисерка.

## Біографія
Аманда Крю народилася 5 червня 1986 рік в місті Лонглі, Британська Колумбія, Канада. Закінчила Американську академію драматичного мистецтва в Лос-Анджелесі. Вперше з'явилася на екрані в рекламі Coca-Cola. 
У 2007 році отримала премію «Leo Awards» за найкращу жіночу роль в серіалі «Whistler». У 2011 році номінована на премію «Leo Awards» за найкращу жіночу роль у фільмі-драмі.

## Фільмографія
- 2005 Таємниці Смолвілля — (Smallville) - дівчина
- 2005 Перехідний вік — (Life As We Know It) — Поллі Брюер
- 2006 Школа перших ракеток — (15/Love) — Теніс Мактаггерт
- 2006 Пункт призначення 3 — (Final Destination 3) — Джулі Крістенсен
- 2006 Пекельне пекло — (Meltdown) — Кімберлі
- 2006 Вона — чоловік — (She's the Man) — Кіа
- 2006 Здохни, Джон Такер! — (John Tucker Must Die) — дівчина
- 2006—2007 Вістлер — (Whistler) — Кері Міллер
- 2008 Та сама ніч — (That One Night) — Марія
- 2008 Ковчег монстра — (Monster Ark) — Джоанна
- 2008 Сексдрайв — (Sexdrive) — Фелісі Альпін
- 2009 Інсценований розрив — (The Break-Up Artist) — Брітні
- 2009 Привиди в Коннектикуті — (The Haunting in Connecticut) — Венді
- 2010 Подвійне життя Чарлі Сан-Клауда — (Charlie St. Cloud) — Тесс Керолл
- 2010 Повторювачі — (Repeaters) — Соня Логан
- 2010 Все, що блищить — (All That Glitters) —Вілні Кармайкл
- 2011 Зона Чарлі — (Charlie Zone) — Яна
- 2011 Форс-мажори — (Suits) — Лола Дженсен
- 2011 Сестри й брати — (Sisters & Brothers) — Ніккі
- 2011 Picturesque — дівчина
- 2011 Міс Циферблат — (Miss Dial) — Аманда
- 2012 Knife Fight — Гелена
- 2012 Long Time Gone — Бетті
- 2012 Ferocious — Лейг Перріш
- 2017 Столик № 19 — Ніколь